# 沼津海軍工廠
沼津海軍工廠（ぬまづかいぐんこうしょう）は、かつて静岡県沼津市にあった海軍工廠。

## 概要
沢田、熊堂にまたがる広大な土地に、1943年（昭和18年）6月開設。市内・県内の中等学校の生徒を含む約20000人の工員が働き、無線部で電波探信儀が航空無線部で航空用無線機が製造されていた。なおこの開設に伴い沢田にあった家屋は全戸強制移転させられた。
第二次世界大戦後、連合国軍最高司令官総司令部（GHQ）の指示により行われた保有貴金属の調査では、沼津海軍工廠において海軍艦政本部管理の銀塊が569キロ保管されていたことが記録されている。
戦後は跡地は田地に戻され、建物は沼津市立第一中学校の校舎に充てられた。

## 工廠長
- 中嶋省三郎 少将：1943年6月1日 - 1945年10月15日（1943年11月1日：中将）[4]